# Meditação
«Meditação» (с англ. — «Медитация») — песня стиле босанова, написанная Антониу Карлосом Жобином и Ньютоном Мендонсой для альбома O Amor, o Sorriso e a Flor 1960 года. В английской версии, адаптированной Норманом Гимбелом, песня получила название «Meditation».
Со временем песня стала популярным джазовым стандартом и исполнялась такими артистами, как Энди Уильямс, Элла Фицджеральд, Аструд Жилберту, Фрэнк Синатра, Декстер Гордон, Блоссом Дири, Пол Хорн, Джо Пасс, Клодин Лонже, Карлос Сантана, Джон Маклафлин и Пэт Бун.